# Griffon d'arret à poil dur
För andra betydelser, se Griffon.
Griffon d'arret à poil dur (korthals griffon) är en stående fågelhund från Frankrike. Den avlades fram med början 1874 av holländaren Edward Korthals (1851-1896) från Schooten nära Haarlem. Under många år bodde Korthals i Tyskland där han bedrev kennel och avel. Han flyttade till Frankrike där han avslutade avelsarbetet och fick rasen registrerad 1887. Korthals egen standard har inte ändrats sedan dess. Korthals syfte var att få fram en stående fågelhund som även klarade all slags apportarbete samt eftersök. För ändamålet använde han fågelhundar av typerna vorsteh och griffon, bland andra griffon à poil laineux (griffon Boulet), samt tillförde inslag av vattenhunden barbet (pudel). Tillkomsthistorien liknar således de för pudelpointer och strävhårig vorsteh.